# Oreneta selvàtica
L'oreneta selvàtica (Petrochelidon fuliginosa; syn: Atronanus fuliginosus) és una espècie d'ocell de la família dels hirundínids (Hirundinidae). Es troba al Camerun, República del Congo, Guinea Equatorial, Gabon i Nigèria. Els seus hàbitats principals són els boscos tropicals i subtropicals de frondoses humits de les terres baixes i de l'estatge montà, els jardins rurals i les àrees forestals fortament degradades. El seu estat de conservació es considera de risc mínim.

## Taxonomia
Segons el Handook of the Birds of the World i la quarta versió de la BirdLife International Checklist of the birds of the world (Desembre 2019), l'oreneta selvàtica seria l'única espècie del gènere Atronanus, prenent per base un nou estudi filogenètic. Tanmateix, altres obres taxonòmiques, com la llista mundial d'ocells del Congrés Ornitològic Internacional (versió 13.2, juliol 2023), no reconeixen aquest nou gènere i classifiquen el tàxon encara dins del gènere Petrochelidon.